# 풀케리아

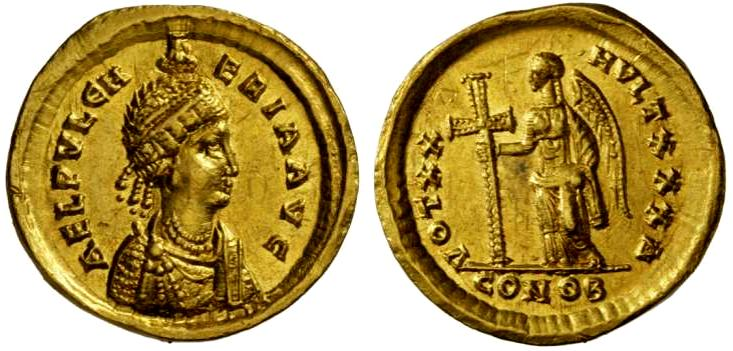
풀케리아가 새겨져 있는 동전

아일리아 풀케리아(Aelia Pulcheria, 399년 1월 19일 ~ 453년 7월)는 동로마 황제 아르카디우스와 황후 아일리아 유독시아의 딸로 동생 테오도시우스 2세의 치세와 그 이후에 동로마 제국의 정치에 깊이 관여했다.
414년 그녀는 불과 열다섯의 나이에 아우구스타(Augusta)가 되어 테오도시우스에게 영향력을 행사하였다. 그녀는 매우 강력한 기독교 신앙심으로 평생 독신으로 살 것을 맹세하고 황궁을 거의 수도원적인 분위기로 만들었다. 421년 그녀는 아테나이스라는 아름다운 아테네 처녀를 동생의 베필로 발탁하여 기독교로 개종시키고 동생과 결혼하게 했다. 그러나 유도키아가 점점 황제의 총애를 받고 영향력을 행사하자 그녀를 시기했고 경쟁심을 가지게 되었다.
풀케리아는 아리우스주의에 별로 반대하지 않았고 원래 네스토리우스에게 호의적이었다. 그러나 알렉산드리아의 키릴루스는 네스토리우스에게 반대하기 위하여 황후 아테나이스와 경쟁 관계에 있던 풀케리아를 자기편으로 끌어들이는 데 성공했다. 431년 에페소스 공의회에서 풀케리아의 지원으로 키릴루스는 네스토리우스를 파문할 수 있었다. 또한 풀케리아는 동생을 사주하여 유대인을 박해하고 유대인들의 시나고그를 파괴하라고 부추겼다.
441년 환관 크리사피우스는 테오도시우스에게 영향력을 행사하여 풀케리아를 내치게 했다. 풀케리아는 수녀가 되었다가 450년 테오도시우스가 죽자 다시 황궁으로 돌아왔다. 테오도시우스에게는 후사가 없었으므로 풀케리아는 비록 독신의 서약을 한 몸이었지만 트라키아 출신의 마르키아누스와 형식적으로 결혼하여 그를 황제로 만들고 자신은 다시 아우구스타에 올랐다.
451년 풀케리아는 칼케돈 공의회를 조직하는 도움을 주었고 또한 콘스탄티노폴리스에 성모 마리아에게 바치는 성당을 바쳤다. 453년 7월 풀케리아는 막대한 재산을 빈민들에게 물려주라는 유언을 남기고 죽었다. 그녀는 로마 가톨릭과 동방 정교회에서 성인으로 추대되었다.

## 같이 보기
- 동로마 황제